# Idaho-Stop
Idaho-Stop ist der umgangssprachliche Name für den Gesetzesartikel 49-720 der Idaho Statutes, der Fahrradfahrern erlaubt, ein Stoppschild wie ein Vorfahrt-gewähren-Schild (yield) und eine rote Ampel wie ein Stoppschild zu behandeln.
Der Name stammt vom US-Bundesstaat Idaho, wo ein solches Gesetz erstmals 1982 verabschiedet wurde (HB 541). Eine eingeschränkte Form dieser Regelung, die im Englischen als Stop-as-yield bezeichnet wird, erlaubt ausschließlich das Überfahren der Stoppschilder, nicht jedoch der roten Ampeln.

## Für und Wider
Für
- Aufgrund der positiven Effekte des Radfahrens sollte das Straßenverkehrsrecht so gestaltet sein, dass Radfahrer schnell und einfach vorankommen, was dieses Recht unterstützt.[3]
- Der Idaho-Stop macht das Radfahren sicherer, indem der Fokus auf das Gewähren der Vorfahrt gelenkt wird.[4]
- Dadurch, dass es Fahrradfahrern ermöglicht wird, vor den Autoverkehr zu gelangen, können sie besser wahrgenommen werden.
- Herkömmliche Verkehrsregeln wurden mit Blick auf den Autoverkehr aufgestellt. Im Gegensatz zu Autos ist es für Radfahrer leichter, ihre Umgebung, konkret Fahrzeuge, die ihnen gegenüber Vorfahrt haben, zu erfassen, ohne dazu zu einem vollständigen Stillstand zu kommen. Da Radfahrer sich langsamer bewegen, stereoskopisch hören, keine toten Winkel haben und schneller manövrieren können als Autos, sind besondere Verkehrsregelungen für den Radverkehr sinnvoll.
- Durch den Idaho-Stop wird eine zusätzliche technische Ausstattung (z. B. geeignete Induktionsschleifen) zur Erkennung von nahenden Fahrradfahrern an Ampelanlagen überflüssig.
- Eine entsprechende Gesetzesänderung kann die Aufmerksamkeit der Ordnungshüter wieder auf das Wesentliche zurückführen: die Strafverfolgung von rücksichtslosen Verkehrsteilnehmern.[5]
- Die bisherige Gesetzeslage zwingt Radfahrer, sich zwischen Wegen zu entscheiden, die entweder effizienter aber durch höheres Verkehrsaufkommen unsicherer sind, oder aber sicherer, aber aufgrund zahlreicher Stoppschilder und Ampeln weniger effizient sind. Wird es den Radfahrern gestattet, Stoppschilder zu überfahren, werden sichere Wege effizienter.
- Die oft als Alternative eingesetzten zusätzlichen Radfahrerampeln können Autofahrer verwirren.[6]
- Die bisher einzige Studie zur Sicherheit des Idaho-Stop zeigt, dass dadurch die Sicherheit im Straßenverkehr leicht gestiegen ist.[7]

Wider
- Ampeln werden nicht grundlos vor allem an großen und/oder unübersichtlichen Kreuzungen angebracht. Gerade dort ist die Gefahr für Radfahrer besonders hoch.
- Ampeln haben auch den Zweck, den Verkehr zu leiten und zu verflüssigen. Zudem signalisiert eine grüne Ampel „freie Fahrt“. Muss ein Autofahrer hingegen stets damit rechnen, dass jederzeit ein Radfahrer (etwa in eine Hauptstraße) einfahren könnte – und im Zweifel bremsen, so könnte dies negative Auswirkungen auf den Verkehrsfluss haben.
- Die Regelung fußt auf der Einschätzung der Verkehrssituation durch den Fahrradfahrer. Radfahrende Kinder allerdings können solche Verkehrssituationen noch nicht korrekt einschätzen.[8]
- Sonderrechte für Radfahrer mache deren Verhalten weniger vorhersehbar, was eine Gefährdung darstellt, insbesondere wenn anderen Verkehrsteilnehmern die Gesetzeslage nicht bekannt ist.[9]

## Beispiele
Idaho ist sowohl der Staat, in dem das Gesetz am längsten gilt, als auch der größte Staat mit einem entsprechenden Gesetz. Mark McNeese, Radfahrer- und Fußgängerbeauftragter des Idaho Transportation Department, wird zitiert, dass die Unfallstatistik für Radfahrer belege, dass der Idaho-Stop zu keinem erkennbaren Anstieg an Verletzungen oder Todesfällen bei Radfahrern geführt habe.
Seit 2012 gewährt auch in Paris ein entsprechender Erlass Fahrradfahrern besondere Rechte beim Passieren von roten Ampeln, solange sie vorsichtig und vorausschauend fahren und Fußgängern Vorrang gewähren. Verkehrssicherheitsexperten waren der Ansicht, dadurch Verkehrsunfälle mit Radfahrern reduzieren zu können.
In Teilen von Colorado wurde der Idaho-Stop umgesetzt. 2011 verabschiedeten die Städte Dillon und Breckenridge entsprechende Gesetze, 2012 folgte Summit County und 2014 dann die Stadt Aspen.
In Berlin reichte die Fraktion von Bündnis 90/Die Grünen 2015 im Abgeordnetenhaus einen Antrag auf Umsetzung eines durch Studien begleiteten Pilotprojekts der Idaho-Regelung ein. Der Antrag wurde erstmals am 4. November 2015 im Plenum besprochen und an den Ausschuss für Bauen, Wohnen und Verkehr überwiesen, der - Stand August 2016 - noch nicht darüber beraten hat. Aufgrund von guten Erfahrungen in Strasbourg, Bordeaux und Nantes soll die Idaho-Stop-Regel auch in Berlin als Pilot-Projekt getestet werden. Begründet wurde es damit, dass Radfahren attraktiver werden müsse. Im Koalitionsvertrag Ende 2016 wurde dann jedoch lediglich ein Pilot-Projekt für den „Grüner Pfeil für Radfahrer*innen“ festgeschrieben (VZ 721).